# Oczar wirginijski
Oczar wirginijski (Hamamelis virginiana) – gatunek krzewu lub drzewa z rodziny oczarowatych. Pochodzi ze wschodnich stanów USA i z Kanady. Uprawiany jest jako roślina ozdobna, wykorzystywany jest także jako roślina lecznicza i do wyrobu kosmetyków. Dawniej wykonywano z tego gatunku także różdżki wykorzystywane w radiestezji.

## Morfologia
PokrójNiewysokie drzewo lub krzew z żółtymi kwiatami, pojawiającymi się późną jesienią lub zimą.
LiśćZielony bądź zielonawobrunatny. Blaszka liściowa jest szeroko jajowata lub odwrotnie jajowata. Nasada jest skośna i asymetryczna, a szczyt ostry, bądź rzadziej tępy. Brzegi blaszki są grubo karbowane bądź ząbkowane. Unerwienie jest pierzaste i wyraźne na powierzchni dolnej. Zwykle 4–6 par nerwów drugiego rzędu jest połączona z nerwem głównym odchodzącym pod kątem ostrym i zakrzywiającym się łagodnie do miejsc (ząbków) brzegowych, gdzie znajdują się delikatne nerwy często pod kątem prostym do nerwów drugiego rzędu.

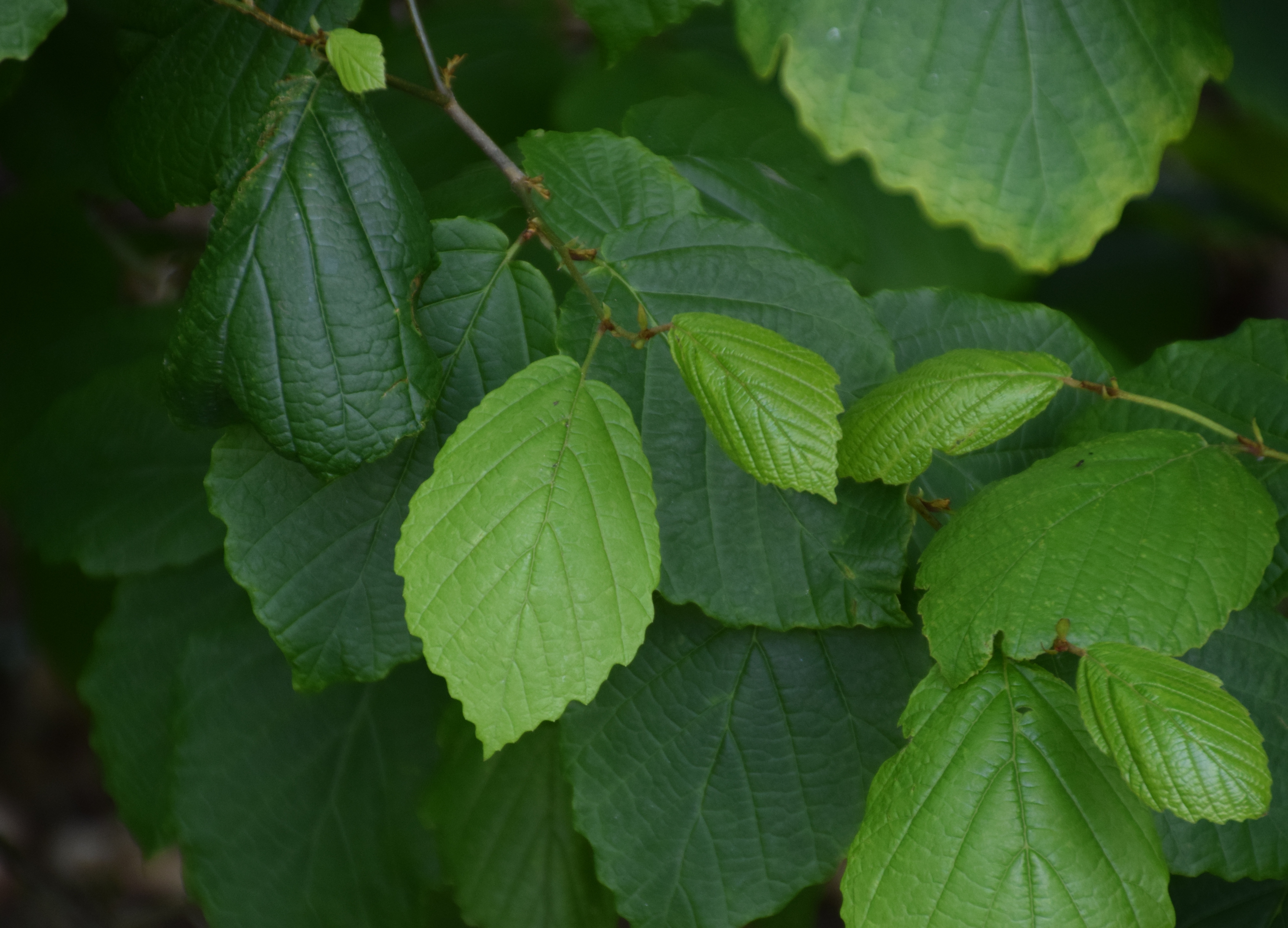
Liście
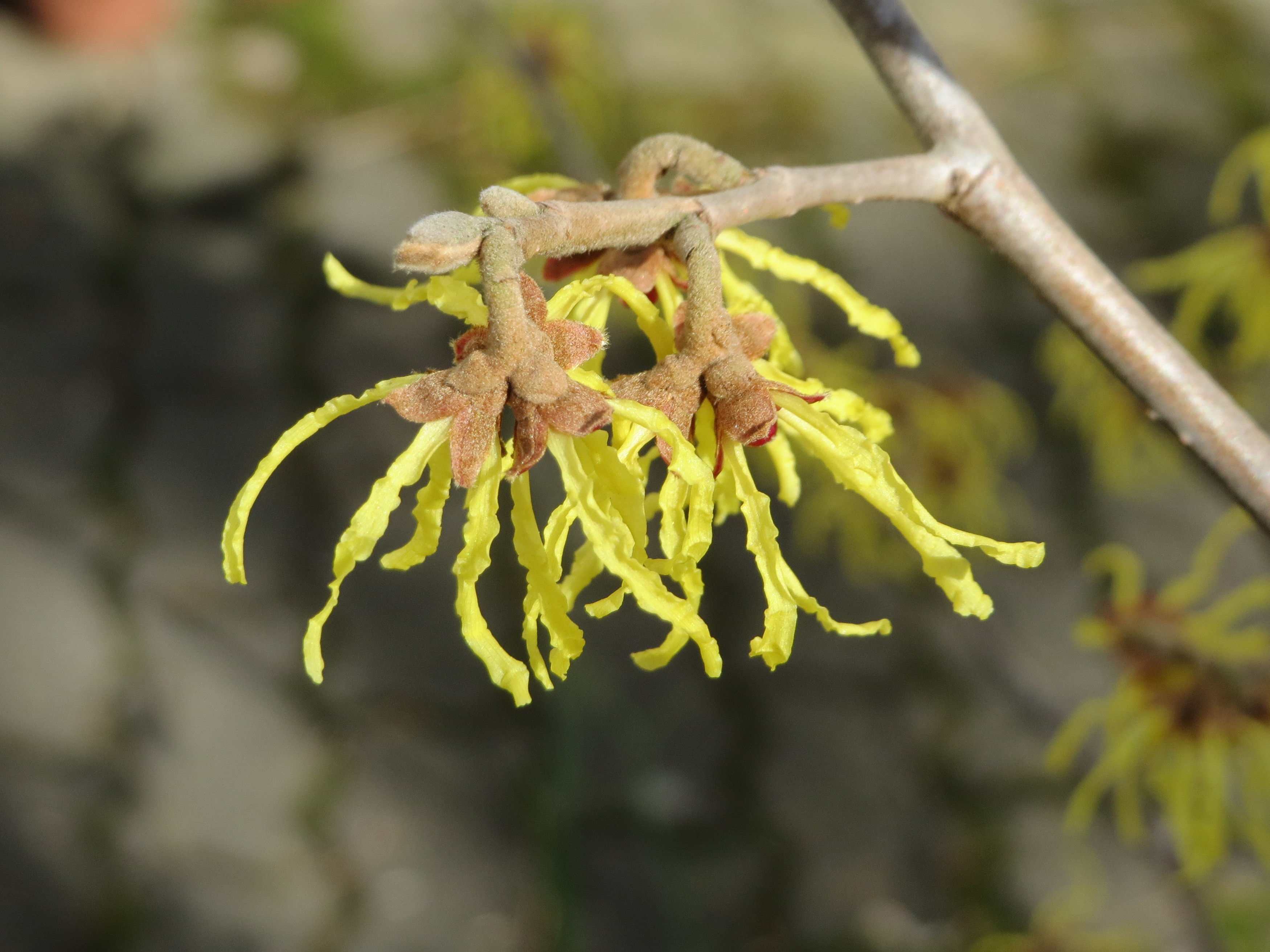
Kwiaty
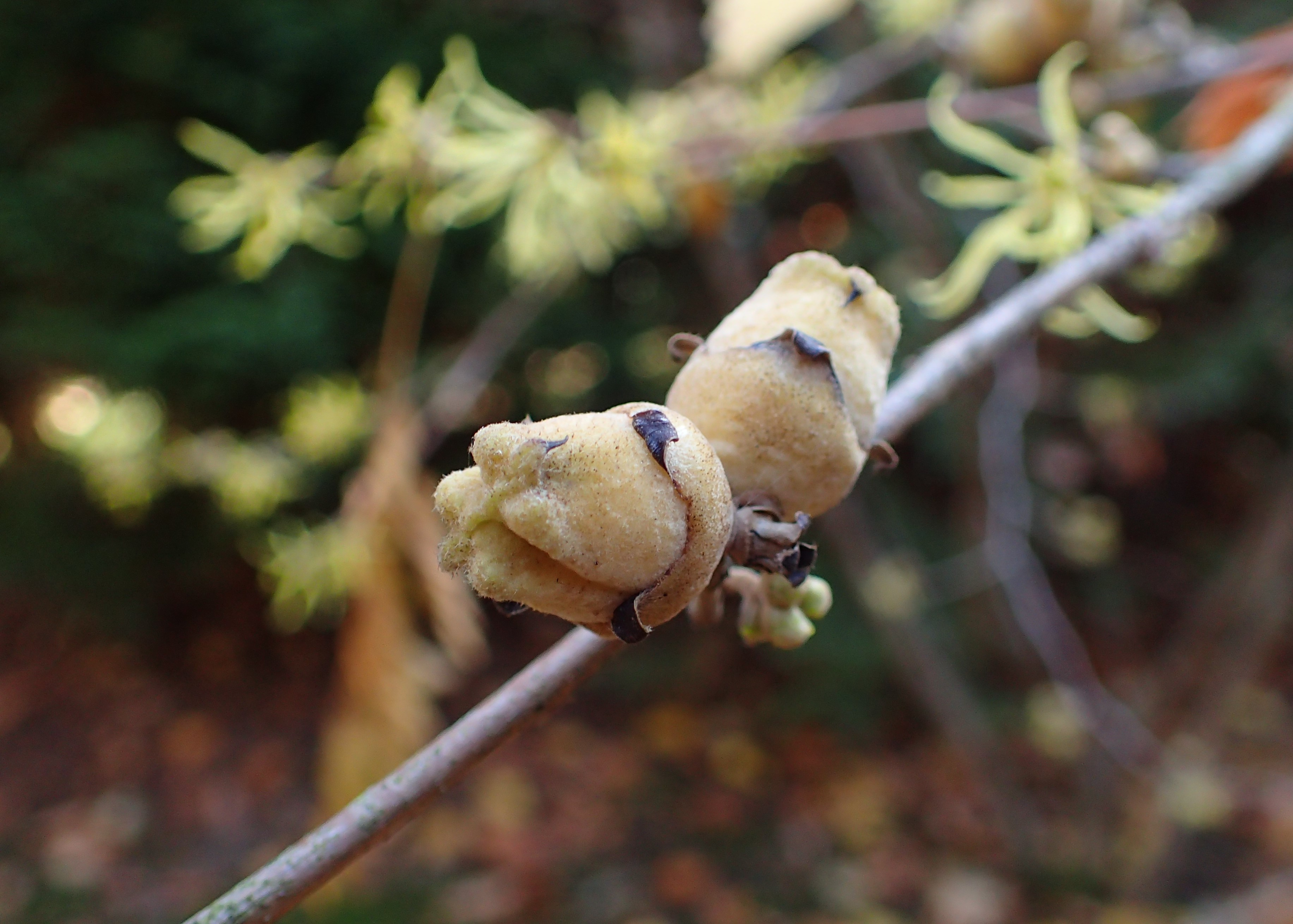
Owoce

## Zastosowanie

### Roślina lecznicza
Surowiec zielarskiLiść oczaru (Hamamelidis folium) – wysuszony cały lub rozdrobniony liść o zawartości minimum 3% garbników w przeliczeniu na pirogalol. Zawiera garbniki (elagotaniny i hamamelitany) oraz flawonoidy, kwas galusowy i elagowy, leukoantocyjanidy oraz saponiny.
Działanie i zastosowanieOczar w postaci wywaru był szeroko stosowany w tradycyjnej medycynie ludowej Indian północnoamerykańskich, do leczenia różnych przypadłości, m.in. obrzęków, zapaleń i narośli. Praktyka ta została przejęta przez osadników europejskich, przez co roślina ta do dzisiaj popularna jest w Stanach Zjednoczonych w różnego rodzaju preparatach leczniczych i kosmetycznych. Większość rzekomych zastosowań medycznych nie ma rzetelnego poparcia naukowego. Oczar dopuszczony jest przez FDA do użytku zewnętrznego jako składnik leków bez recepty, jednak nie posiada zatwierdzenia jako lek o konkretnym działaniu. Oprócz preparatów kosmetycznych, najczęstsze zastosowanie znajduje w środkach bez recepty do uśmierzania podrażnień hemoroidów i pochwowych.

### Roślina kosmetyczna
W preparatach kosmetycznych oczar popularny jest ze względu na swoje właściwości ściągające. Podobnie jak ałun, stosowany jest do tamowania krwawienia w drobnych zacięciach i zmniejszania podrażnień po goleniu. Ponieważ oczar naturalnie używany jest w formie wywaru, stanowi popularny dodatek do wody po goleniu.
Destylat wodny z liści i młodych gałązek oczaru jest składnikiem farb do tatuażu, ponieważ zapobiega usuwaniu barwnika ze skóry.